# Casares (La Barca)
Casares es una casería que pertenece a la parroquia de Parroquia de La Barca en el concejo de Tineo (Principado de Asturias). Se encuentra a 260 m s. n. m. y está situada a 9,50 km de la capital del concejo, la villa de Tineo. 

## Población
En 2020 contaba con una población de 22 habitantes (INE, 2020) repartidos en un total de 11 viviendas (INE, 2010).